# NGC 1681
NGC 1681 (również PGC 16195) – galaktyka spiralna (Sb), znajdująca się w gwiazdozbiorze Erydan. Odkrył ją Édouard Jean-Marie Stephan 6 stycznia 1878 roku.